# FC Barcelona (basketbal)
Basketbalový oddíl FC Barcelona vznikl v roce 1926. Po celou dobu své existence až do současnosti hraje nejvyšší španělskou basketbalovou soutěž Liga Endesa. Jeho současný název je odvozen od generálního sponzora a zní FC Barcelona Lassa (dříve FC Barcelona Regal).
Jedná se o druhý nejúspěšnější basketbalový klub ve španělské historii (za Realem Madrid). Patří mu celkem 14 titulů mistra ligy a 19 titulů vítěze španělského basketbalového poháru. V roce 2003 se FCB podařilo na pátý pokus (po prohrách v letech 1990, 1991, 1996 a 1997) zvítězit ve finále Euroligy (obdoby fotbalové Ligy mistrů).
Za pozoruhodný je považován výsledek z října 2006, kdy se Barceloně jako prvnímu evropskému klubu v historii podařilo porazit klub z NBA - jednalo se o vítězství 104-99 v exhibičním zápase proti Philadelphia 76ers.

## Největší úspěchy klubu

### Vítězství vEurolize
- 2002-03
- 2009-10

### Vítězství vešpanělské lize
- 1958-59, 1980-81, 1982-83, 1986-87, 1987-88, 1988-89, 1989-90, 1994-95, 1995-96, 1996-97, 1998-99, 2000-01, 2002-03, 2003-04, 2008-09

### Vítězství ve španělském basketbalovém poháru
- 1942-43, 1944-45, 1945-46, 1946-47, 1948-49, 1949-50, 1958-59, 1977-78, 1978-79, 1979-80, 1980-81, 1981-82, 1982-83, 1986-87, 1987-88, 1990-91, 1993-94, 2000-01, 2002-03